# Okres Gostyń
Okres Gostyń (polsky Powiat gostyński) je okres v polském Velkopolském vojvodství. Rozlohu má 810,34 km² a v roce 2019 zde žilo 75 908 obyvatel. Sídlem správy okresu je město Gostyń.

## Gminy
Městsko-vesnické:
- Borek Wielkopolski
- Gostyń
- Krobia
- Pogorzela
- Poniec

Vesnické:
- Pępowo
- Piaski

## Města
- Borek Wielkopolski
- Gostyń
- Krobia
- Pogorzela
- Poniec

## Sousední okresy
| Růžice kompasu | Kościan | Śrem         | Jarocin   | Růžice kompasu |
| Růžice kompasu | Leszno  | Sever        | Krotoszyn | Růžice kompasu |
| Růžice kompasu | Leszno  | Okres Gostyń | Krotoszyn | Růžice kompasu |
| Růžice kompasu | Leszno  | Jih          | Krotoszyn | Růžice kompasu |
| Růžice kompasu | Rawicz  | Rawicz       | Krotoszyn | Růžice kompasu |